# Asteroid tipa C
 Asteroid tipa C  je vrsta najbolj pogostih ogljikovih asteroidov, ki sestavljajo okoli 75 % vseh znanih asteroidov. Največ asteroidov tipa C je v zunanjem delu asteroidnega pasu na oddaljenosti večji od 2,7 a.e. Predvidevajo, da je delež te vrste asteroidov še večji. Ta nebesna telesa so temnejša kot ostali asteroidi, razen asteroidov tipa D.

## Značilnosti
Ta tip asteroidov ima podoben spekter kot karbonatno hondritni meteoriti, ki imajo podobno sestavo kot Sonce, nimajo pa vodika in helija in drugih lahko hlapljivih snovi. Sestavljajo jih pa minerali, ki vsebujejo vodo.
Asteroidi tipa C so izredno temni, albedo imajo med 0,03 in 0,10. Asteroide tipa S lahko vidimo v opoziciji že z običajnimi daljnogledi (binokular), za opazovanje asteroidov tipa C pa moramo imeti že manjši astronomski teleskop. Najbolj svetel asteroid tega tipa je 324 Bamberga.
Spekter kaže zmerno močno absorbcijo pri valovnih dolžinah med 0,4 in 0,5 μm. Pri večjih valovnih dolžinah je spekter brez absorbcijskih črt. Absorbcija, ki se pojavlja pri okoli 3 μm, bi lahko bila znamenje, da je minerali vsebujejo tudi vodo.
Asteroidi tipa C imajo poroznost med 45 % in 65 % (s povprečno poroznostjo okoli 48 %) ter povprečno gostoto med 1.400 in 1.800 kg/m3 . Ti asteroidi imajo tudi večjo poroznost kot asteroidi tipa S.
Primeri asteroidov tipa C:
- 10 Higeja (največji asteroid tega tipa)
- 153 Hilda
- 143 Adrija
- 253 Matilda